# Astra 3A
Astra 3A im Inclined Orbit auf 177° West ist ein Fernsehsatellit der SES Global (vormals SES-Astra – Société Européenne des Satellites-Astra) mit Sitz in Betzdorf in Luxemburg. Er verwendet die beiden Frequenzbereiche zwischen 11,45 – 11,7 und 12,5 – 12,75 GHz. Alle Transponder sind 36 MHz breit.
Weil kein deutscher Satellit die Orbitalposition 23,5° Ost nach dem Betriebsende von DFS-Kopernikus mehr belegte, drohte  Deutschland der Verlust dieser Orbitalposition. Die Deutsche Telekom war an einem eigenen neuen Satelliten nicht interessiert, obwohl Bedarf für einen Kommunikationssatelliten vorhanden war und ist. Deshalb wurde eine Vereinbarung mit der Astra-Betreibergesellschaft geschlossen. Diese sieht den Betrieb eines Astra-Satelliten auf der deutschen Orbitalposition vor, der die dort Deutschland zugeteilten Frequenzen nutzt. Der Satellit Astra 3A nahm als Nachfolgesatellit von Kopernikus 3 im Jahr 2002 seine Arbeit auf.
Nach dem Ende seiner Lebensdauer im GEO auf 23,5° Ost übernahm alle Dienste der neuere Satellit Astra 3B, der ihn zuvor bereits auf dieser Position ergänzt hatte und auch eine wesentlich größere Ausleuchtzone besitzt.
Astra 3A wurde dann auf die neue Position über dem Pazifik verschoben, wo er sich im Inclined Orbit befindet.

## Empfang
Der Satellit sendet im Ku-Band. Astra 3A hatte auf der Orbitalposition 23,5° Ost eine Ausleuchtzone, die die deutschsprachigen Länder in Mitteleuropa umschloss.